# Charles Bernard Nordhoff
Charles Bernard Nordhoff  (* 1. Februar 1887 in London, England; † 10. April 1947 in Montecito, Kalifornien) war ein US-amerikanischer Schriftsteller und Reisender.

## Leben
Charles Nordhoff wurde in London (England) als Sohn amerikanischer Eltern geboren. Sein Vater war Walter Nordhoff, ein wohlhabender Geschäftsmann und Autor von Die Reise der Flamme, geschrieben unter dem Namen „Antonio de Fierro Blanco“. Seine Mutter, Sarah Cope Whitall, war eine Nachfahrin pennsylvanischer Quäker. Nordhoffs Eltern kehrten mit ihm 1889 in die USA zurück, lebten zuerst in Pennsylvania, dann in Rhode Island und siedelten schließlich 1898 in Kalifornien.
Nach dem Verlassen des Militärdienstes blieb Nordhoff in Paris, Frankreich, wo er als Journalist arbeitete und sein erstes Buch, Das Küken, schrieb. 1919 wurden er und ein anderer ehemaliger Pilot der Lafayette-Staffel, James Norman Hall, auch Autor und Journalist, gebeten, eine Geschichte über diese Einheit zu schreiben. Beide hatten sich während des Krieges nicht gekannt. Ihre erste literarische Zusammenarbeit, Das Lafyette-Fliegerkorps, wurde 1920 veröffentlicht.
Nordhoff wurde 1936 von seiner ersten Ehefrau geschieden, verließ Tahiti wenige Jahre später und kehrte nach Kalifornien zurück. Dort heiratete er 1941 Laura Grainger Whiley. Während des Zweiten Weltkrieges wurde der Liberty-Frachter SS Charles Nordhoff (gebaut 1943 in Portland (Oregon)) nach ihm benannt.
Charles Bernard Nordhoff starb am 10. April 1947 in Montecito, Kalifornien an Herzversagen. Seine Leiche wurde am nächsten Morgen von Tod Ford gefunden, der ihn besuchen wollte, um an ihrem gemeinsamen Buch zu arbeiten. Zeitungsmeldungen zufolge wurde wegen Nordhoffs Alkoholabhängigkeit und seiner Depressionen ein Suizid nicht ausgeschlossen.

## Ausgewählte Werke
- Das Küken, 1919
- Das Lafayette-Fliegerkorps mit James Norman Hall, 1920
- Elbenländer des Südpazifiks mit James Norman Hall, 1921
- Picaro, 1924
- Die Perlenlagune, 1924
- Das Wrack, 1928
- Falken aus Frankreich mit James Norman Hall, 1929
- Die Bounty-Trilogie mit James Norman Hall
  - Meuterei auf der Bounty, 1932; Insel-TB 3208, Frankfurt am Main 2006, ISBN 978-3-458-34908-2.
  - Männer gegen das Meer, 1933
  - Pitcairns Insel, 1934
- Der Hurrikan mit James Norman Hall, 1936
- Der dunkle Fluss mit James Norman Hall, 1938
- Kein Gas mehr mit James Norman Hall, 1940
- In Yankee-Windjammern, 1940
- Männer ohne Land mit James Norman Hall, 1942
- Strafkolonie Sydney (engl. Botany Bay 1941) mit James Norman Hall, 1944
- High Barbaree mit James Norman Hall, 1945
- Die weiten Lande mit Tom Ford, 1950 (posthum)

## Verfilmungen
Das Buch Meuterei auf der Bounty war die Vorlage für den gleichnamigen Film von 1935 sowie für zwei spätere Versionen. Nachfolgende Autoren haben eine andere, gut-recherchierte Sicht auf die tatsächliche Ereignisse der Meuterei veröffentlicht, nicht über die Misshandlung durch Kapitän Bligh, sondern über die Verlockung des südpazifischen Lebens für die Schiffsbesatzung.